# Adrien Duvillard (Skirennläufer, 1934)
Adrien Duvillard (* 7. November 1934 in Megève; † 14. Februar 2017 ebenda) war ein französischer Skirennläufer. Mit einer Serie von Spitzenresultaten leitete er in der zweiten Hälfte der 1950er Jahre eine Wiederbelebung der französischen Alpintradition ein.

## Biografie
Erste Achtungserfolge feierte Duvillard 1952 mit einem zweiten und einem dritten Platz in den beiden Riesenslaloms der 3-Tre-Rennen sowie im Januar 1955 mit einem dritten Platz in der Abfahrt des Hahnenkammrennens. Im Jahr darauf nahm er als 21-Jähriger an den Olympischen Winterspielen in Cortina d’Ampezzo teil und sorgte als Neuling mit einem vierten Platz im Riesenslalom für das beste Resultat der französischen Skinationalmannschaft. Einen noch größeren Erfolg versäumte er im Slalom, in welchem er nach dem ersten Durchgang mit nur 0,2 s Rückstand auf Toni Sailer auf Rang 2 platziert war, aber im zweiten Lauf ausschied (lt. »Vorarlberger Nachrichten« vom 1. Februar 1956, S. 8, rief er mehrmals enttäuscht »Quel dommage, quel dommage…« (»wie schade, wie schade…«)). In den folgenden Jahren konnte er sich an der Weltspitze behaupten. Bei den Weltmeisterschaften 1958 erreichte er in der Abfahrt den fünften Platz. Im selben Jahr gewann er den Slalom der 3-Tre-Rennen.
In der Saison 1959/60 gewann Duvillard in kurzer Folge Abfahrt, Slalom und Kombinationswertung des Hahnenkammrennens sowie die Kombinationswertung des Arlberg-Kandahar-Rennens und reiste als großer Favorit zu den Olympischen Winterspielen nach Squaw Valley. Die Wettkämpfe dort verliefen für ihn jedoch enttäuschend: In seiner Spezialdisziplin Riesenslalom erreichte er nur den zehnten Platz, in der Abfahrt und im Slalom schied er jeweils nach Sturz aus. Eineinhalb Wochen später gewann er allerdings die Kombination des Harriman Cup in Sun Valley.  1961 wurde er französischer Meister in der Abfahrt und der Kombination.
Bei den Weltmeisterschaften 1962 im heimischen Chamonix erreichte er noch einen vierten Platz im Riesenslalom. Danach erklärte er seinen Rücktritt aus der Nationalmannschaft und wurde Profi. Als solcher wurde er am 30. Januar 1965 Slalomweltmeister in Seefeld und einen Tag später Dritter im Riesenslalom.
Sein Sohn Adrien Duvillard junior und sein Bruder Henri Duvillard waren ebenfalls erfolgreiche Skirennläufer.

## Erfolge

### Olympische Winterspiele
- Cortina d’Ampezzo 1956: 4. Riesenslalom, 38. Abfahrt, DNF2 Slalom
- Squaw Valley 1960: 10. Riesenslalom, DNF Abfahrt, DNF Slalom

### Weltmeisterschaften
- Bad Gastein 1958 5. Abfahrt, 8. Riesenslalom
- Chamonix 1962 4. Riesenslalom, 9. Abfahrt, DSQ Slalom